# Dendrocalamus strictus
Espèce
Dendrocalamus strictus, le bambou mâle ou bambou de Calcutta, est une espèce de plantes monocotylédones de la famille des Poaceae, sous-famille des Bambusoideae, originaire du sous-continent indien.
Ce bambou géant est largement cultivé, notamment en Inde et au Pakistan, pour la production de pâte à papier à longue fibres. Il a de nombreux autres usages, en particulier comme matériau de construction. Ses jeunes pousses sont comestibles. 

## Description

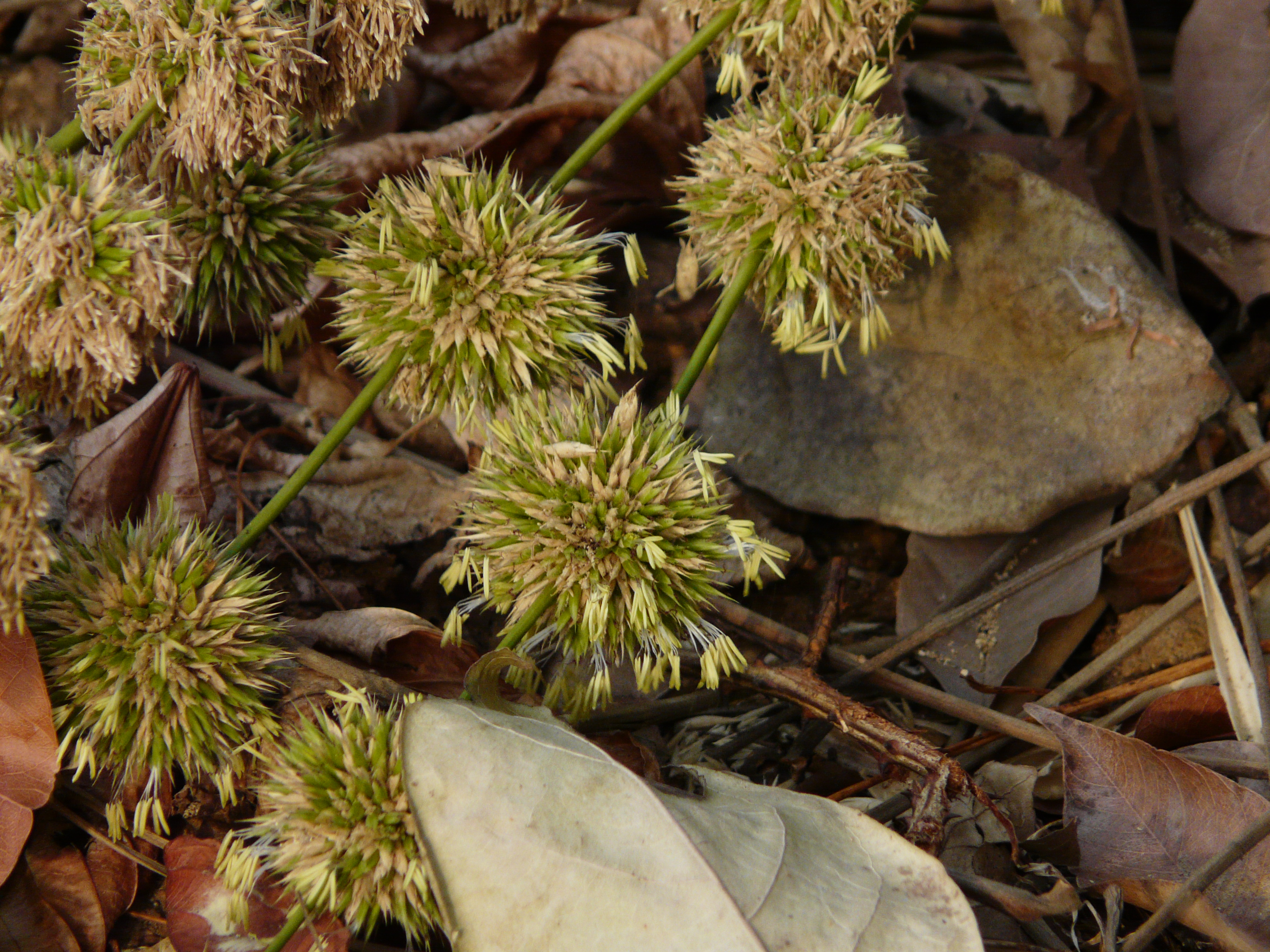
Détail de l'inflorescence.

Dendrocalamus strictus est un bambou géant, plante vivace, cespiteuse, aux rhizomes courts, pachymorphes, et aux tiges ligneuses, dressées de 6 à 15 mètres de long et 25 à 75 mm de diamètre. Les entrenœuds, longs de 30 à 45 cm, sont cylindriques et pleins, ou presque pleins (contrairement à la plupart des bambous dont les entrenœuds sont creux), toutefois cette espèce présente des entrenœuds creux lorsque les plantes croissent en milieu humide.
Les gaines culmaires, caduques, d'une longueur de 1/4 à 2/3 de celle de l'entrenœud, sont coriaces et présentent un limbe lancéolé, acuminé.
Les feuilles ont un limbe linéaire ou lancéolé, de 2,5 à 25 cm de long sur 5 à 30 mm de large, rattaché à la gaine par un court pseudo-pétiole, qui présente une nervation transversale nette.
L'inflorescence est une synflorescence bractifère formée de groupes d'épillets globuleux denses, de 1,5 à 4 cm de long, regroupés aux nœuds et sous-tendus par des bractées glumacées. Un bourgeon axillaire est présent à la base de chaque épillet (pseudo-épillet).
Les épillets fertiles, lancéolés et comprimés latéralement, de 7,5 à 12 mm de long, comprennent 2 à 3 fleurons fertiles. Les glumes, persistantes, sont égales entre elles et plus courtes que l'épillet.
Les fleurons présentent 6 étamines et un stigmate. Les lodicules sont absentes. La lemme, de 8 mm de long, est aristée et présente une arête de 2 m de long.
Le fruit est un caryopse au péricarpe adhérent, ovoïde ou orbiculaire, de 8 mm de long.

## Distribution et habitat
L'aire de répartition originelle de Dendrocalamus strictus comprend le sous-continent indien  : Inde, Népal, Bangladesh, ainsi que la Birmanie et la Thaïlande.
L'espèce a été introduite dans de nombreux pays asiatiques proches : Malaisie, Sri Lanka, Pakistan, Indochine (Laos, Vietnam), Philippines, Indonésie, Chine (Guangdong), Taïwan, mais aussi en Amérique (Cuba, Porto-Rico, Bahamas, Belize, Honduras, États-Unis, Brésil), en Afrique et dans les îles de l'océan Indien (Kenya, Togo, Seychelles, Madagascar),,. 

## Taxinomie
Dendrocalamus strictus est l'espèce-type du genre Dendrocalamus. 
L'espèce a été décrite pour la première fois en 1798 et publiée  sous le nom de « Bambusa stricta » dans Hort. Bengal. 25; Fl. Ind. ii. 193. (Hortus Bengalensis, or a Catalogue of the Plants Growing in the Hounourable East India Company's Botanical Garden at Calcutta. Serampore) par le botaniste britannique, Roxburgh, puis transférée dans un nouveau genre, Dendrocalamus sous le nom de « Dendrocalamus strictus » par Nees (1835). 

### Synonymes
Selon Catalogue of Life (3 juin 2017) : 
- Arundo hexandra Roxb. ex Munro,
- Bambos stricta Roxb. (basionyme)
- Bambusa glomerata Royle ex Munro,
- Bambusa hexandra Roxb. ex Munro,
- Bambusa pubescens Lodd. ex Lindl.,
- Bambusa stricta (Roxb.) Roxb.
- Bambusa stricta var. argentea Rivière
- Bambusa tanaea Buch.-Ham. ex Wall., nom. nud.
- Bambusa verticillata Rottler ex Munro,
- Dendrocalamus prainiana Varmah & Bahadur,
- Dendrocalamus strictus var. prainianus Gamble
- Nastus strictus (Roxb.) Sm.

### Liste des variétés
Selon Tropicos (2 juin 2017) (Attention liste brute contenant possiblement des synonymes) :
- variété Dendrocalamus strictus var. prainiana Gamble
- variété Dendrocalamus strictus var. sericeus (Munro) Haines
- variété Dendrocalamus strictus var. strictus